# 天主教迪戈斯教区
天主教迪戈斯教區 （拉丁語：Dioecesis Digosensis）是菲律賓一個羅馬天主教教區，屬天主教達沃總教區。轄區包括南達沃省。1979年11月5日成立。
2006年有教友657,000人、20個堂區、40名司鐸。現任教區主教為吉列爾莫·阿費布，主教座堂為聖母諸寵中保座堂，位於南達沃省首府迪戈斯。